# Amine Talal
Mohamed Amine Talal (Casablanca, 5 giugno 1996) è un calciatore marocchino, centrocampista dell'Achmat Groznyj.

## Carriera
Trascorso le giovanili nella formazione francese dell'Orléans, nel 2017 esordisce nel campionato di Ligue 2, giocando anche per la seconda squadra, militante nelle serie dilettantistiche.
Nel 2021 si trasferisce al Bastia, formazione in cui si ritaglia un posto da titolare, rimanendovi fino al dicembre del 2022.
Nel gennaio del 2023, firma per la formazione moldava dello Sheriff Tiraspol, con cui esordisce in UEFA Europa Conference League, diventandone successivamente capitano.

## Statistiche

### Presenze e reti nei club
Statistiche aggiornate al 27 ottobre 2021.
| Stagione                | Squadra                 | Campionato              | Campionato | Campionato | Coppe nazionali | Coppe nazionali | Coppe nazionali | Coppe continentali | Coppe continentali | Coppe continentali | Altre coppe | Altre coppe | Altre coppe | Totale | Totale |
| Stagione                | Squadra                 | Comp                    | Pres       | Reti       | Comp            | Pres            | Reti            | Comp               | Pres               | Reti               | Comp        | Pres        | Reti        | Pres   | Reti   |
| ----------------------- | ----------------------- | ----------------------- | ---------- | ---------- | --------------- | --------------- | --------------- | ------------------ | ------------------ | ------------------ | ----------- | ----------- | ----------- | ------ | ------ |
| 2017-2018               | Orléans                 | L2                      | 3          | 0          | CF+CdL          | 0+0             | 0+0             |                    | -                  | -                  |             | -           | -           | 3      | 0      |
| 2018-2019               | Orléans                 | L2                      | 8          | 1          | CF+CdL          | 1+1             | 0+0             |                    | -                  | -                  |             | -           | -           | 10     | 1      |
| 2019-2020               | Orléans                 | L2                      | 13         | 0          | CF+CdL          | 1+2             | 1+0             |                    | -                  | -                  |             | -           | -           | 16     | 1      |
| 2020-2021               | Orléans                 | CN                      | 30         | 5          | CF              | 2               | 0               |                    | -                  | -                  |             | -           | -           | 32     | 5      |
| ago.-set. 2021          | Orléans                 | CN                      | 4          | 0          | CF              | 0               | 0               |                    | -                  | -                  |             | -           | -           | 4      | 0      |
| Totale Orlèans          | Totale Orlèans          | Totale Orlèans          | 58         | 6          |                 | 7               | 1               |                    | -                  | -                  |             | -           | -           | 65     | 7      |
| 2021-2022               | Bastia                  | L2                      | 24         | 3          | CF              | 5               | 0               | -                  | -                  | -                  | -           | -           | -           | 29     | 3      |
| 2022-gen. 2023          | Bastia                  | L2                      | 10         | 1          | CF              | 2               | 0               | -                  | -                  | -                  | -           | -           | -           | 12     | 1      |
| Totale Bastia           | Totale Bastia           | Totale Bastia           | 34         | 4          |                 | 7               | 0               |                    | -                  | -                  |             | -           | -           | 41     | 4      |
| gen.-giu. 2023          | Sheriff Tiraspol        | SL                      | 10         | 1          | CM              | 3               | 0               | UECL               | 3                  | 0                  | -           | -           | -           | 16     | 1      |
| 2023-2024               | Sheriff Tiraspol        | SL                      | 6          | 3          | CM              | 0               | 0               | UCL+UEL            | 4+1                | 3+0                | -           | -           | -           | 11     | 6      |
| Totale Sheriff Tiraspol | Totale Sheriff Tiraspol | Totale Sheriff Tiraspol | 16         | 4          |                 | 3               | 0               |                    | 8                  | 3                  |             | -           | -           | 27     | 7      |
| Totale carriera         | Totale carriera         | Totale carriera         | 108        | 14         |                 | 17              | 1               |                    | 8                  | 3                  |             | -           | -           | 133    | 18     |

## Palmarès

### Competizioni nazionali
- Campionato moldavo: 1

Sheriff Tiraspol: 2022-2023
- Coppa di Moldavia: 1

Sheriff Tiraspol: 2022-2023